# Sermentizon
Sermentizon ist ein Ort und eine zentralfranzösische Gemeinde (commune) mit 589 Einwohnern (Stand 1. Januar 2022) im Département Puy-de-Dôme in der Region Auvergne-Rhône-Alpes (vor 2016 Auvergne). Die Gemeinde gehört zum Arrondissement Thiers und zum Kanton Les Monts du Livradois (bis 2015 Courpière). Die Einwohner werden Sermentizonnais genannt.

## Lage
Sermentizon liegt etwa 28 Kilometer östlich von Clermont-Ferrand. Umgeben wird Sermentizon von den Nachbargemeinden Néronde-sur-Dore im Norden und Nordosten, Courpière im Osten, Trézioux im Süden, Neuville im Westen und Südwesten sowie Bort-l’Étang im Westen und Nordwesten.

## Bevölkerungsentwicklung
| Jahr                       | 1962 | 1968 | 1975 | 1982 | 1990 | 1999 | 2008 | 2013 |
| Einwohner                  | 488  | 429  | 425  | 430  | 436  | 495  | 516  | 572  |
| Quellen: Cassini und INSEE |      |      |      |      |      |      |      |      |

## Sehenswürdigkeiten
- Kirche Saint-Loup
- Schloss von Aulteribe aus dem 15. Jahrhundert, Monument historique seit 1949

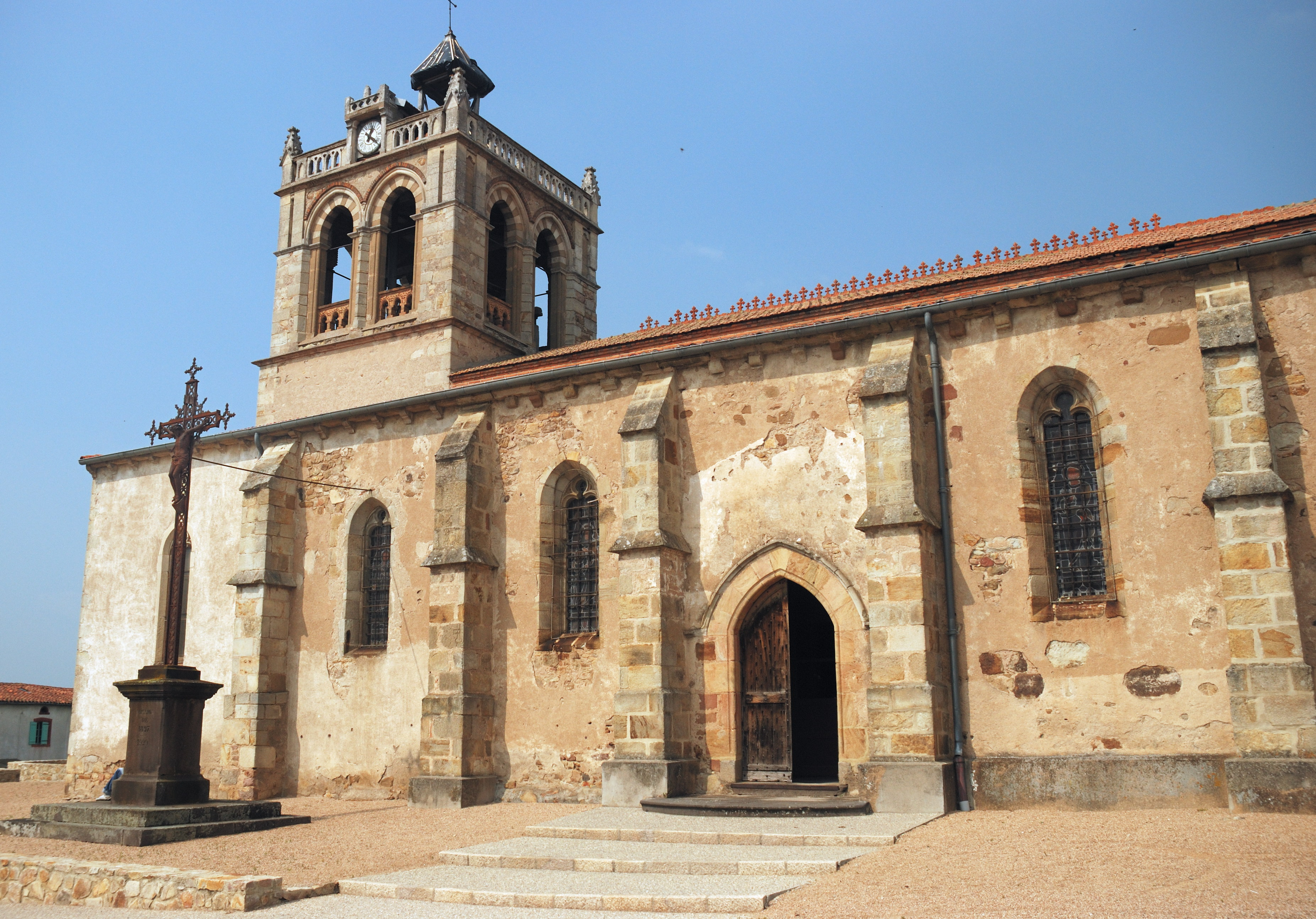
Kirche Saint-Loup
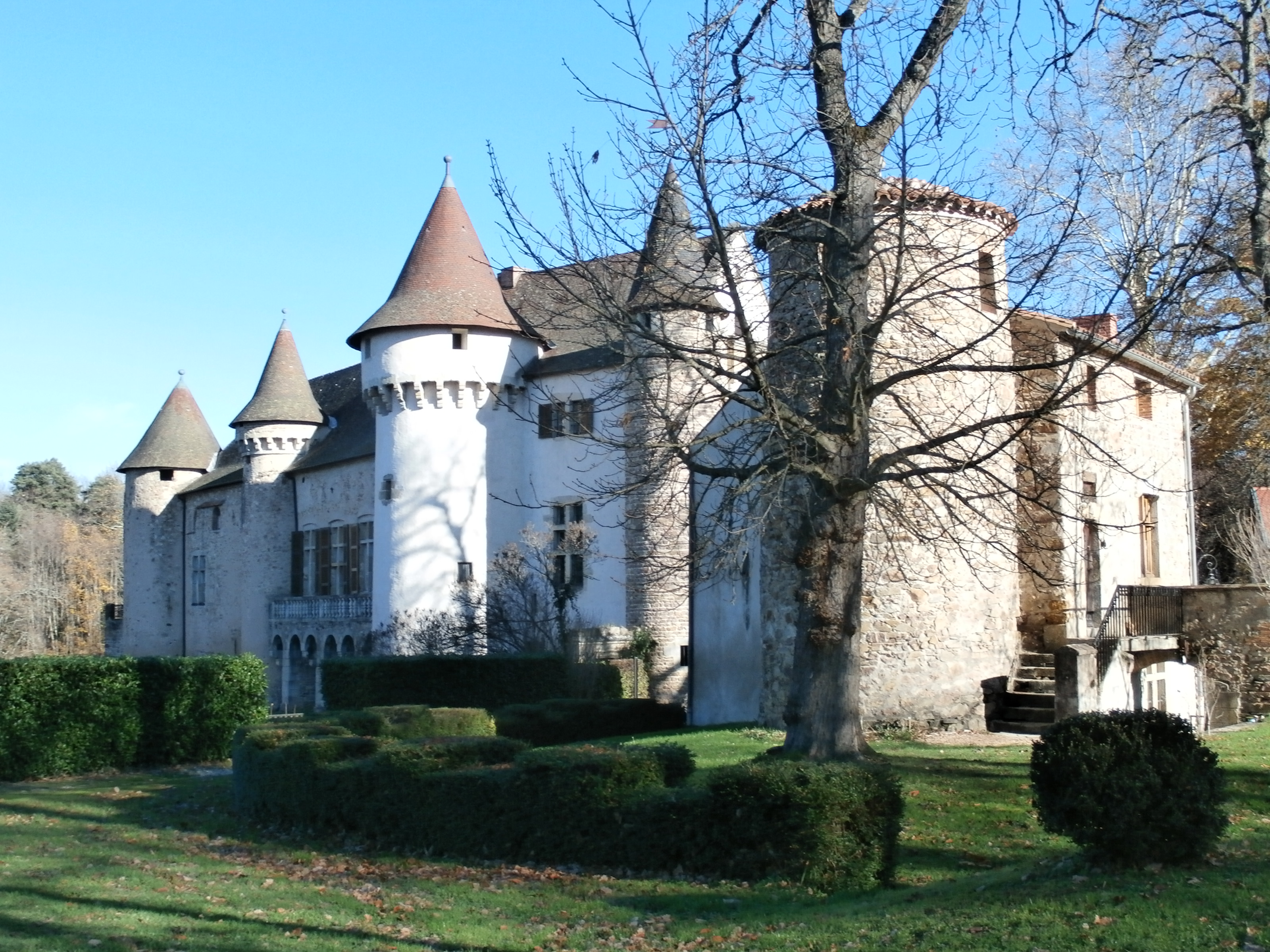
Schloss Aulteribe